# Saura Lightfoot-Leon
Saura Lightfoot-Leon, född den 1 januari 1998 i Leiden, Nederländerna, är en brittisk-spansk skådespelare.
Saura Lightfoot-Leon föddes i Nederländerna av en spansk mor och en brittisk far. Hon har en skådespelarutbildning vid Royal Academy of Dramatic Art. Hon har bland annat medverkat i The Agency där hon spelade CIA agenten Daniela Ruiz Morata. Hon har även medverkat i  American Primeval där hon spelade Abish.

## Filmografi (i urval)
- 2024–2025 – The Agency (TV-serie)
- 2025 – American Primeval (TV-serie)